# Rupert Brooke
Rupert Brooke (født 3. august 1887, død 23. april 1915) var en engelsk digter, som er kendt for sine digte under 1. verdenskrig. Han meldte sig som frivillig i det britiske militær i august 1914. Mens han var i militæret, fik han udgivet sine digte om sit krigsengagement. Brooke døde dog allerede af en blodforgiftning i april 1915, kort efter at hans digte var begyndt at blive populære. Brooke blev et nationalt symbol og fik efter sin død omtale af blandt andre Winston Churchill, som roste ham for hans frygtløshed, ungdom og villighed til at risikere sit liv for sit land.